# Parabathyscia spagnoloi
Parabathyscia spagnoloi es una especie de escarabajo del género Parabathyscia, familia Leiodidae. Fue descrita por Leon Fairmaire en 1882.

## Distribución
Se encuentra en Italia y Francia.

## Subespecies
La especie se divide en las siguientes subespecies:
- P. s. brevipilis
- P. s. colbranti
- P. s. devillei
- P. s. propina
- P. s. spagnoloi